# Маринър 8
Маринър 8 (на английски: Mariner 8) е част от програма Маринър на НАСА. Мисията на апарата е полет до Марс и връщане на снимки и информация за планетата.

## Описание на мисията
Космическият апарат е изстрелян с ракета-носител Атлас-Центавър. Главният ракетен двигател Центавър е възпламенен 265 секунди след изстрелването, но горната ракетна степен започва да вибрира и излиза от контрол. Ускорителен блок Центавър е спрян 365 секунди след изстрелването заради вибрациите. Космическият апарат и Центавър се разделят и навлизат обратно в атмосферата на височина 1500 km като падат в Атлантическия океан на около 560 km северно от Пуерто Рико..

## Проект Маринър Марс 71
Проектът се състои от два апарат (Mariners H и I), всеки от които трябва да влезе в орбита около Марс и да изпълни отделна, но допълваща мисия към тази на другия апарат. Планирано е било всеки от апаратите да обикаля около Марс 90 дни и да събере информация относно състава, плътността и налягането на атмосферата и състава, температурата и топографията на повърхността. Трябвало е да се изслседва около 70% от повърхността.

## Конструкция
Маринър 8 е изграден върху осмоъгълна магнеиева основа, дълбока 45,7 cm и дълга 138,4 cm по диагонал. На върхът на конструкцията са прикрепени четири слънчеви панели, всеки с размери 215 x 90 cm. Разстоянието от единия до други панел е 6,89 m. Към върхът на конструкцията са монтирани два резервоара, двигател за маневри и две антени. Рагъваща се платформа е монтирана отдолу на конструкцията. Към платформата са прикачени научните инструменти (две камери, инфрачервен радиометър, ултравиолетов спектрометър). Общата височина на Маринър 8 е 2,28 m. Теглото при изстрелване е 997,9 kg, от които 439,1 kg са изразходваеми. Масата на инвентара от научни инструменти е 63,1 kg. Електрониката за коуникация и контрол са монтирани в конструкцията на сондата.
Електрозахранването се осигурява от общо 14 742 слънчеви клетки в четирите панела с обща площ 7,7 km2. Слънчевите панели могат да произведат 800 W мощност на Земята и 500 на Марс. Енегията е складирана в 20 Ah никелово-кадмиева батерия. Двигателната сила се осигурява от карданов двигател с възможност за произвеждане на 1340 N тяга и 5 рестарта. Горивото е монометил хидразин и азотен тетраоксид. В края на панелите са монтирани в две редици 6 реактвни двигателя за контрол на височината. Позицията на Маринър 8 се определя от слънчев сензор, жироскопи и др.
Контрола на космическия апарат се ръковди от бордови компютър с памет 512 думи. Командната система е програмирана с 86 директни команди, 4 квантитативни и 5 контролни команди.